# 乌普萨拉机场
乌普萨拉机场（瑞典語：Uppsala flygplats），位于瑞典中部的乌普萨拉。该机场于1944年启用，长期作为瑞典空军的基地，现已停用。自2004年起，乌普萨拉机场公司（Uppsala Air AB）启动将乌普萨拉机场改作民用机场的运作。如运作成功，该机场最早可在2009年投入民航使用。